# Alex DeWitt
Alexandra "Alex" DeWitt è un personaggio immaginario dell'Universo DC. Fu la ragazza di Kyle Rayner prima che questi ricevette l'anello del potere da Ganthet. È nota, tuttavia, per essere stata uccisa in un modo che permise a Gail Simone di coniare la frase "Donne nei frigoriferi". Alex DeWitt comparve per la prima volta con Kyle alla fine di Green Lantern vol. 3 n. 48.

## Biografia del personaggio

### Il tempo con Kyle
Come fotografo per un quotidiano di Los Angeles, Alex è infastidita dal comportamento immaturo di Kyle verso il lavoro. Quando lui le mostra l'anello che ha ricevuto, dall'inizio si dimostra preoccupata. Tuttavia, accetta di aiutare Kyle ad utilizzare i suoi nuovi poteri. Eppure, il tempo che passerà con la nuova Lanterna Verde sarà di breve durata. In Green Lantern vol. 3 n. 54, Kyle ritornò a casa, e scoprì che Major Force aveva strangolato Alex e l'aveva messa in malo modo nel frigorifero. Questo, naturalmente, portò allo scontro tra i due. Durante la battaglia, Kyle stava per perdere il suo anello, quando questo stava per terminare la sua carica, ma Major Force aveva con sé un frammento di "roccia verde", che si rivelò essere una batteria del potere con la quale Kyle poté ricaricarlo.

### Dopo la morte
Nel suo primo incontro con Hal Jordan nei panni di Parallax, Hal offrì a Kyle la possibilità di resuscitare Alex come parte del suo piano di ricreazione dell'universo. Quando Kyle si trasferì a New York per unirsi ai Teen Titans, si addormentò mentre guardava i monitor e il suo anello creò una proiezione di Alex. Successivamente, mentre combattevano contro Neron, il criminale tentò di allettare Kyle con la promessa della resurrezione della sua ex ragazza. Kyle, avendo già rifiutato l'offerta da Hal, rifiutò anche l'offerta propostagli da Neron. Finalmente, in un numero di Green Lantern Annual, gli spiriti di Hal e di Kyle si scambiarono di posto, così che lo spirito di Kyle entrò nel corpo di Hal mentre debuttava come Lanterna Verde, mentre lo spirito di Hal entrò nel corpo di Kyle mentre era ancora fidanzato con Alex. Qui, Major Force attaccò Alex, ma Hal riuscì ad evitare che la uccidesse. Tuttavia, quando gli spiriti furono reinseriti nei corpi d'appartenenza e le due Lanterne tornarono al presente, Alex era di nuovo deceduta.

### Versioni alternative
Una versione differente di Alex si trovò nella mini-serie Circle of Fire, dove Kyle convocò sei versioni diverse di Lanterne Verdi perché lo aiutassero a sconfiggere un criminale di nome Oblivion. Una di queste Lanterne Verdi era Alexandra DeWitt, che si presume provenisse da una realtà alternativa, e che invece si rivelò essere un costrutto dell'anello di Kyle. Questa Alex è un'impersonificazione dell'amore come percepito da Kyle.
Un'altra versione di Alex comparve in Ion n. 3, come una delle proiezioni create dal potere di Mogo e dal subconscio di Kyle.

### Blackest Night
Jade, un altro degli amori deceduti di Kyle, e ora rianimata come Lanterna Nera, creò un costrutto negativo dell'immagine di Alex per tormentare l'eroe. Successivamente, i resti di Alex si rianimarono come Lanterna Nera; intrappolò Kyle all'interno di un costrutto a forma di frigorifero, e utilizzò il suo potere per prendere controllo del suo corpo, trasformandolo in un fac-simile del corpo di Major Force, e costringendolo a rivivere il momento della sua morte. Tentò di far crollare Kyle mentalmente affermando che, dato che Major Force la attaccò per causa sua, lui l'aveva essenzialmente uccisa con le sue mani. Dopo ciò che era accaduto a Jade, Kyle non cadde preda delle stesse manipolazioni. Con l'aiuto del membro della Tribù Indigo Munk, la distrusse dopo averle detto addio.

## Sindrome da donna nel frigorifero
A causa del modo brutale in cui Alex venne assassinata, e a causa delle varie compagne e dei compagni degli eroi e delle eroine che erano costantemente in pericolo di vita, si disse che le donne nelle serie che furono uccise in modi particolarmente brutali, nella storia di un eroe maschile, soffrirono della sindrome della donna nel frigorifero.